# Krev není voda (Upíří deníky)
Krev není voda (v anglickém originále Family Ties) je čtvrtý díl první řady amerického televizního seriálu Upíří deníky. Původně byla vysílána 1. října 2009 na stanici The CW, v ČR byla vysílána 5. června 2012 na stanici Nova. Scénář epizody napsali Andrew Kreisberg a Brian Young, režíroval ji Guy Ferland.

## Děj
Elena (Nina Dobrev) se probudí kvůli rámusu. Při zjišťování, odkud pochází uvidí ve zprávách, že byla nalezena mrtvá. Objeví se Damon (Ian Somerhalder) a začne ji pronásledovat. Stefan (Paul Wesley) se probudí a Damon sedí vedle něj. Jak se zdá, všechno to byly jen věci, které Damon vložil do Stefanovi hlavy, když spal. Damon ho informuje, že policie našla zvíře, které je odpovědné za útoky. Rozhodl se na chvíli zůstat v Mystic Falls. 
Elena se snaží vyleštit rodinné kapesní hodinky, protože si je paní Lockwoodová vyžádala spolu s některými dalšími věcmi na výstavu dědictví Rady Zakladatelů. Jeremy       (Steven R. McQueen) se rozčílí, když je chce někomu dát. Elena požádá Stefana, aby ji doprovodil na ples zakladatelů. Damon ovlivní Caroline (Candice Accola), aby doprovodila na ples zakladatelů. 
Tyler (Michael Trevino) je v baru, kde Vicki (Kayla Ewell) pracuje se svými rodiči. Vicky přijde k jeho stolu, ale Tyler se chová, jako by ji neznal. Poté, co Tylerovi rodiče odejdou chce mluvit s Vicky. Ta je ale naštvaná a mluví o tom, že jí nepozval na zakladatelský ples. Tyler se jí pozve, ale Jeremy, který vidí celou konverzaci řekne, že se jí zeptal jen proto, že o tom začala mluvit. 
Bonnie (Kat Graham) mluví s Caroline a povzbuzuje ji, aby jí odhalila tajemství, které jí řekl Damon o Stefanovi, protože se bojí o Elenu. Caroline jí to tajemství prozradí. Bonnie to později řekne Eleně. Myslí si, že Stefan může skrývat pravdu o svém vztahu s Katherine. Elena jí řekne, že je to Damonova stránka příběhu. 
Ve Stefanově domě se Zach (Chris William Martin) ptá Damona, proč se vrátil. Damona to rozzlobí a napadne ho. Stefan zasáhne a Damon odejde. Zach řekne Stefanovi, aby použil na Damona sporýš. Tím by ho oslabil a přemohl by ho. Stefan dá sporýš do Damonova nápoje, ale Damon to zjistí a nevypije ho. 
Tyler přijede k Eleně domů, aby vyzvedl krabici s předměty, které jeho matka potřebuje na ples. Elena mu je dá. Paní Lockwoodová volá Eleně, že tam nebyly kapesní hodinky. Elena řekne, že je najde a přinese je na ples. Jde k Jeremymu do pokoje a obviňuje ho, že je ukradl. Jeremy to popírá, ale nakonec je vrátí zpět Eleně. Vzal si je jen proto, že mu je jeho otec dal. Elena se cítí špatně a rozhodne se vrátit hodinky Jeremymu. 
Na plese zakladatelů se bývalý přítel Jenny (Sara Canning), Logan Fell (Chris Johnson), pokouší o usmíření. Jenna ho odmítá, protože byl důvodem, když opustila Mystic Falls. Je vytrvalý a nakonec Jenna souhlasí, že s ním půjde na oběd. 
Damon chce být sám s Elenou, tak řekne Caroline, aby požádala Stefana o tanec. Zůstanou s Elenou sami. Damon se omlouvá a vysvětluje, že jsou prokleti sourozeneckou rivalitou. Sdílí s ní jejich historii se ženou, kterou oba milovali. Elena řekne Damonovi, že nechce být uprostřed jejich soupeření a odchází. Zatímco tančí se Stefanem, zeptá se na jeho minulost s Katherine. Odmítá ji cokoliv říct. Elena odejde a věří, že to, co jí Bonnie řekla může být pravda. 
Damon odhalí skutečný motiv účasti na Zakladatelském plesu. Vezme krystal skrytý v dřevěné krabičce na výstavě. Caroline se mu snaží zabránit v tom, aby ho ukradl. Damon jí vysvětluje, že to není krádež, protože ho tam dal už dávno. 
Mezitím je Bonnie ohromená, když zapálí každou svíčku v jídelně svou mocí. Elena vidí na Carolinině těle kousnutí a zeptá se jí na to. Caroline řekne, že jí Damon neměl v úmyslu ublížit a odchází. Elena jde rovnou za Damonem a varuje ho, aby se držel dál od Caroline. Poté se Stefanovi omluví za její chování. Vypráví mu o Caroline a o tom, co jí Damon dělá. Stefan jí ujistí, že to má pod kontrolou. 
Damon se zakousne do krku Caroline, ale po pití z ní se zhroutí na trávu. Objeví se Stefan a přizná, že když nedokázal dát sporýš do jeho nápoje, dal ho do nápoje Caroline. Věděl, že ji Damon kousne. Stefan nese slabého Damona do sklepa svého domu a zamkne ho tam. 
Na konci epizody pan a paní Lockwoodová, šerifka Forbesová a Logan Fell mluví o kapesních hodinkách, které Elena nepřinesla. Řeknou, že je potřebují. Zeptají se šerifky, jestli si je jistá. Odpoví, že ano, protože ze všech mrtvých těl byla vysátá krev. Logan řekne: „Vrátili se“.

## Hudba
V epizodě „Krev není voda“ zazní písně:
- „Opposite Direction“ od Union of Knives
- „I'm a Lady“ od Santigold
- „I'm Not Over“ od Carolina Liar
- „Shadows of Ourselves“ od Thievery Corporation
- „Fallout“ od Sofi Bonde
- „Wild Place“ od Glass Pear
- „All We Are“ od Matt Nathanson
- „Brightest Hour“ od The Submarines
- „Believer“ od Viva Voce
- „Back In Time“ od V. V. Brown

## Ohlas

### Hodnocení
Ve svém původním americkém vysílání byla epizoda „Family Ties“ sledována 3,53 milionem diváků, o 0,28 méně než předchozí epizodu. 

### Recenze
„Krev není voda“ obdržela kladné recenze, přičemž mnoho kritiků komentovalo překvapivé ukončení epizody.  
Lauren Attaway ze Star Pulse dala epizodě hodnocení B: „ Dozvěděli jsme se, že několik prominentních členů komunity vědělo o upírech a mělo v plánu se jich zbavit. Eleniny rodiče měli půjčit několik předmětů na Zakladatelskou párty k výstavě a jedna položka, kterou Elena nepůjčila, hodinky, je položka, kterou dospělí potřebují k nějakému spiknutí proti upírům. Bylo dobré vidět, že několik obětí, kterým byla vysátá krev vzbudilo podezření.“
Lucia z Heroine TV uvedla, že ta epizoda byla úžasná a zatím byla její oblíbená. „Stala jsem se touto show zcela naprosto posedlá a miluji veškerou novou mytologii, kterou se učíme. Protože se to hodně liší od knih, je to vzrušující a překvapivé. Kudos pro Andrewa Kreisburga a Briana Younga, kteří psali tuto epizodu. Rovněž trhliny Twilight byly veselé. “ 
Zeba z Two Cents TV poskytla epizodě dobrou recenzi a uvedla, že je zlověstnější než ta poslední. Pokud jde o konec, prohlašuje, že poslední výměna „dokáže tuto epizodu přenést z„ eh “na„ oh sakra “.“ A komentuje: „Viděli jste, že to přichází? Viděli jsme upírské show, kde je upírský svět buď velmi hodně (True Blood), nebo velmi pod zemí. Dokážu si představit, co je pro tuto sérii na skladě, pokud začne nějaký lov na čarodějnice. Show je vždy zajímavější, když existuje více než jedna hrozba pro postavy, se kterými se musí vypořádat. “
Tiffany Vogt z The TV Watchtower poskytla dobré hodnocení, a také komentovala konec epizody: „Nejprve jsem si nebyla jistá, proč tolik úsilí a času bylo věnováno Jenně a Loganovi a proč je pro ni tak nutné, aby mu odpustila tak rychle. Pokaždé, když ji prosil, aby zapomněla na minulost a vzala ho zpátky, cítila jsem se připravena mu dát facku. Ale všechno bylo vysvětleno v té poslední scéně, když jsme sledovali Carolineinu matku (šerifku), řekla starostovi Lockwoodovi, jeho manželce a Logan: „Pět těl, které mají vysátou krev, jsem si jistá, že se vrátili.“ Tato slova byla mrazivá. Kdo jsou tito lidé a o co jde? “
SB z Give Me My Remote také dal dobré hodnocení epizodě, že se jí opravdu líbila a že to bylo vážně zábavné. „Nemůžu uvěřit, že jsou jen 4 epizody této sezóny, protože už jsem tak vžitá do postav, včetně postranních postav a příběh se pěkně připravuje a pohybuje se. Myslela jsem, že tato epizoda byla dobrá, byla v rovnováze s dostatkem dějících se věcí. A to se jen pěkně navyšuje.“ 
Frankie Diane Mallis z First Novels Club poskytla epizodě dobrou recenzi, řekla, že se „houpala“ a nakonec byla překvapená. „OMG potřebují kapesní hodinky pro nějaký druh anti upíra a Caroline máma, Tylerovy strašidelní rodiče a teta Jenna jsou na tom! OMG!“